# Bathmium seemannii
Bathmium seemannii là một loài dương xỉ trong họ Tectariaceae. Loài này được E.Fourn. mô tả khoa học đầu tiên năm 1873.
Danh pháp khoa học của loài này chưa được làm sáng tỏ. 